# Eucrátides I
Eucrátides I (o Eukratides I) fue uno de los más importantes reyes grecobactrianos. Nació en el 240 a. C. en la ciudad helenística de Alejandría de Oxiana. En el 170 a. C., acabó con la dinastía eutidémica del Reino Grecobactriano y la reemplazó con su propio linaje. Luchó contra los reyes indogriegos y llegó a someter las tierras hasta el Indo, hasta que fue finalmente vencido y forzado a retroceder a Bactriana. Eucrátides acuñó muchas y prestigiosas monedas, señal de que su reinado tuvo considerable importancia. Su gobierno finalizó en el año 145 a. C.

## Golpe de Estado
Eucrátides llegó al trono tras derrocar a la dinastía de Eutidemo I en Bactriana, cuyo hijo, Demetrio había conquistado el noroeste de la India. El rey Eucrátides destronó probablemente a Antímaco I.
No está claro si Eucrátides era un oficial bactriano que se alzó en rebelión, o si, de acuerdo con algunos eruditos, era primo del rey seléucida Antíoco IV Epífanes, que estaba tratando de recuperar el territorio bactriano. Marco Juniano Justino explica que Eucrátides accedió al trono aproximadamente al mismo tiempo que Mitrídates I de Partia. Las actuales revisiones cronológicas, gracias a la numismática, sitúan la expedición de Antíoco IV contra Partia en el 165 a. C, fecha en la que el rey parto Fraates I atacó a las tribus aliadas de los seleúcidas. Si tenemos en cuenta que Fraates falleció ese mismo año y que fue sustituido por su hermano Mitrídates I, nos daría una fecha en torno al 165 a. C para la ascensión de Eucrátides I al reino bactriano:

Por las mismas fechas, dos grandes hombres comenzaron a gobernar: Mitrídates entre los partos, y Eucrátides entre los bactrianos
Justino XLI,6

Algunas de las monedas de Eucrátides representan probablemente a sus padres. Su padre es llamado Heliocles, y su madre, se cree que es Laodice, miembro de la casa imperial seléucida. 
Después de hacerse dueño de Bactriana, Eucrátides conquistó la parte occidental del Reino Indogriego. Según Justino, derrotó a un Demetrio de la India, sin que se sepa si se refiere a Demetrio I de Bactriana o a Demetrio II de la India.
En el oeste, Mitrídates I de Partia comenzó a extender su reino, y atacó a Eucrátides; la ciudad de Herat cayó en 167 a. C. y los partos conquistaron dos provincias entre Bactriana y Partia, llamadas Aspiones y Turiua por Estrabón.

## Muerte
Justino termina su relato sobre la vida de Eucrátides, afirmando que el rey fue asesinado a su vuelta de la India, por su propio hijo, ya fuera este Eucrátides II o Heliocles I, que odiaba tanto a su padre, que arrastró el cadáver con su carro.
El asesinato de Eucrátides probablemente originó una guerra civil entre los miembros de la dinastía. Sus sucesores fueron Eucrátides II y Heliocles I, que fue el último rey griego en Bactriana. Cuando las tribus yuezhi derrocaron a Heliocles, los grecobactrianos perdieron el control de las provincias al norte del Hindú Kush. Sin embargo, el gobierno de los indo-griegos sobre territorios al sur del Hindú Kush perduró ciento cincuenta años más, hasta su fin por las invasiones de los yuezhi y los escitas (saces), alrededor del 10 a. C.; el último rey fue Estratón II.
| Predecesor: Antímaco I | Rey grecobactriano 170/165-145 a. C. | Sucesor: Platón I |

## Legado
Da Afganistán Bank que es el banco central de Afganistán en su sello tiene una moneda de la era Eucratides I que tiene el texto griego, "ΒΑΣΙΛΕΩΣ ΜΕΓΑΛΟΥ ΕΥΚΡΑΤΙΔΟΥ" que significa "Del gran rey Eucratides".